# Антигон Сохейский
Антигон Сохейский (Антигнос из Сохо, города в Иудее; ивр. אנטיגנוס איש סוכו‎) (? — 264 до н. э.) — еврейский законодатель начала периода Мишны.
Ученик Симона Праведного и его преемник. Его выдающимися учениками были Иосе бен Иоэзер из Цереды и Иосе бен Иоханан из Иерусалима — первые законоучители периода пар. Его учение было неверно понято учениками Садоком и Боетом (дало им повод отрицать воскресение мёртвых) и привело к основанию сект саддукеев и боетосеев.
Период активной деятельности Антигона Сохейского пришёлся на первую половину III века до н. э.

## Изречения
Его единственное дошедшее до нас изречение («Не уподобляйтесь слугам, которые служат своему хозяину только ради вознаграждения; будьте как те, кто служит хозяину не ради вознаграждения и да будет на вас страх Божий» Мишна, Трактат Авот, 1:3) подводит итог учению фарисеев. Мнение, что награда в загробной жизни является мотивом человеческой добродетели, иногда называют «фарисейским». Не отрицая награду в загробной жизни, Антигон отмечает, что действия человека не должны зависеть от чувства страха смерти, люди должны стоять в благоговении потому, что есть суд Божий, которого не миновать никому.